# TV-Lüster

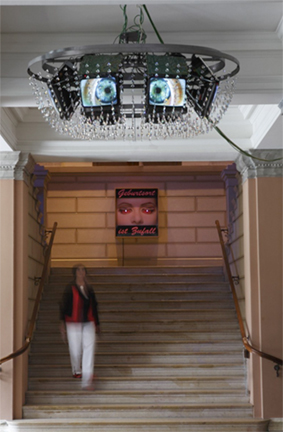
TV-Lüster, ausgestellt im Foyer des Kunstmuseums St. Gallen

TV-Lüster (1993) ist eine 6-Kanal-Video-Installation der Schweizer Künstlerin Pipilotti Rist aus dem Jahr 1993.

## Beschreibung
Das Objekt besteht aus einem Stahlskelett und sechs an der Decke montierten Monitoren ohne Gehäuse. Diese sind mit Glasperlen, die wie Kristalle funkeln, als Kronleuchter dekoriert. Jeder zeigt ein türkisgrünes Auge, das auf die Betrachtenden gerichtet ist. Gezeigt wird das Auge der Künstlerin. Die Einstellungen wechseln. Die Bilder der beiden Monitore, die sich jeweils an den Längsseiten des Lüsters befinden, sind entlang einer senkrechten Symmetrieachse angeordnet. In der Nahsicht fällt der Blick in das Dunkel der Iris, und der Blickwinkel kehrt sich um: Nun blicken die Betrachtenden in das Auge beziehungsweise durch es wieder heraus. Die Betrachtenden sind das Auge. Bild und Ton laufen im Loop.

## Entstehung
Seit 1994 wird der TV-Lüster (1993) dauerhaft im Foyer des Kunstmuseums St. Gallen ausgestellt.

## Kunstgeschichtliche Einordnung und Deutung

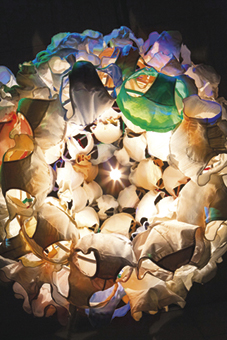
TV-Lüster

Die Installation lässt an Videoüberwachung, aber auch an die Laterna Magica denken und verbindet die beiden Assoziationen auf poetische Weise. Diese beiden Elemente hatte bereits der Pionier der Videokunst Nam June Paik als traditionelle Themen der Videokunst etabliert.
Auch eine Reflexion über das Medium Fernsehen ist intendiert. Rist äußerte, sie hoffe, dass die Leute sich am Lüster ein Beispiel nehmen und zu Hause ihre Flatscreens an die Decke hängen würden; dann gebe es mehr Platz im Zimmer.